# 유제프 브란트
유제프 브란트(폴란드어: Józef Brandt, 1841년 2월 11일~1915년 6월 12일)는 폴란드의 화가로 뮌헨 화파를 대표하며 전투 그림으로 가장 잘 알려져 있다.

## 생애
브란트는 바르샤바의 JN 레슈친스키 학교와 귀족 연구소에서 공부했다. 1858년에 그는 에콜 상트랄 파리에서 공부하기 위해 프랑스 파리로 떠났지만, 역사화 화가인 율리우시 코사크의 설득으로 공학을 포기하고 회화를 전공하게 되었다. 그는 독일의 뮌헨에서 프란츠 아담과 카를 폰 필로티의 지도를 받으며 그림을 공부한 후 자신의 화실을 열었다.
브란트는 주로 17세기 군사 생활을 그렸지만 폴란드 농민들의 생활을 그림에 담기도 했다.
1893년에 브란트는 가톨릭 이사벨라 훈장을 받았고, 1898년에는 바이에른 막시밀리안 과학 예술 훈장을 받았다.

## 작품

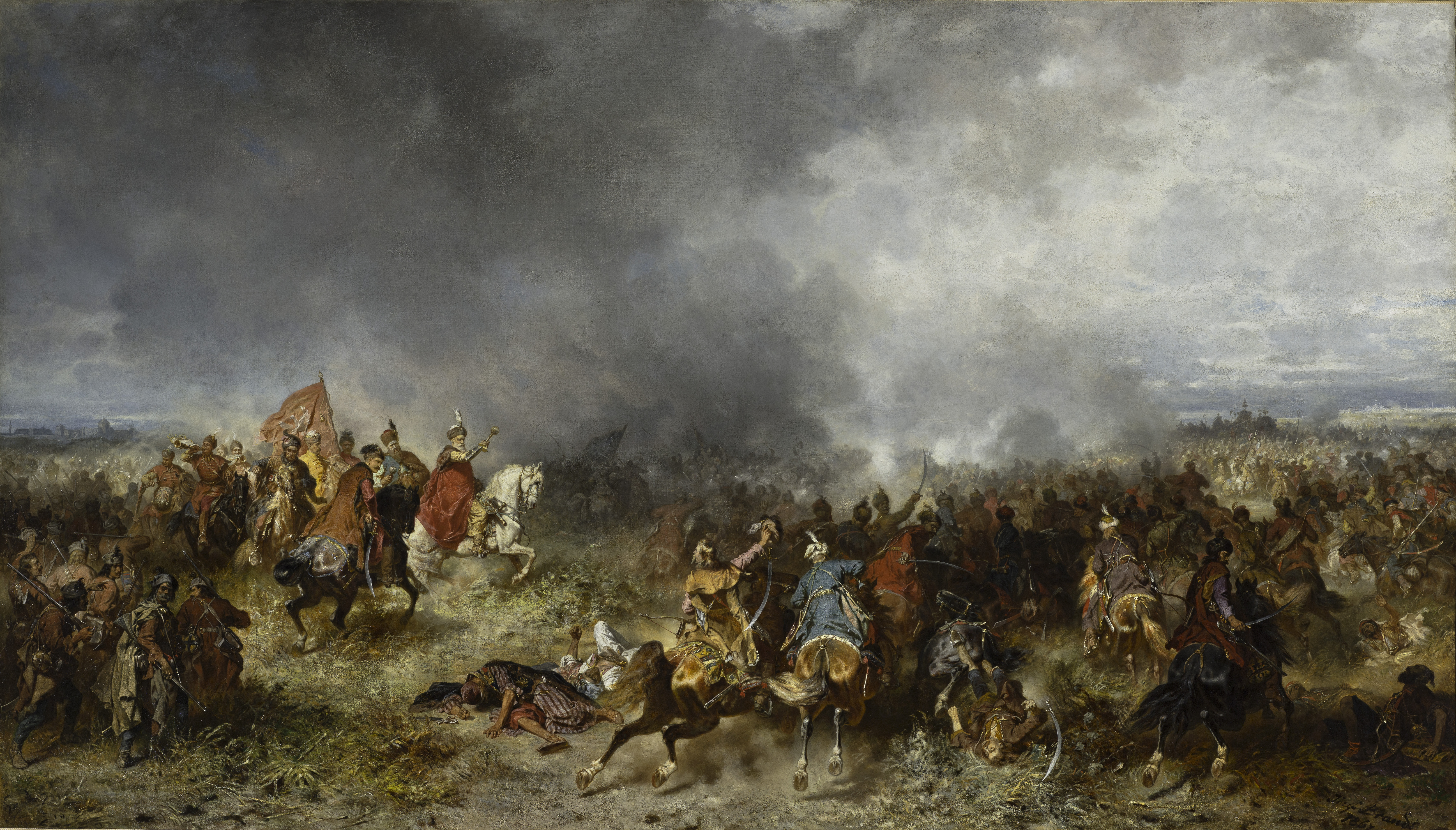
Jan Karol Chodkiewicz during the battle of Khotyn, 1865년
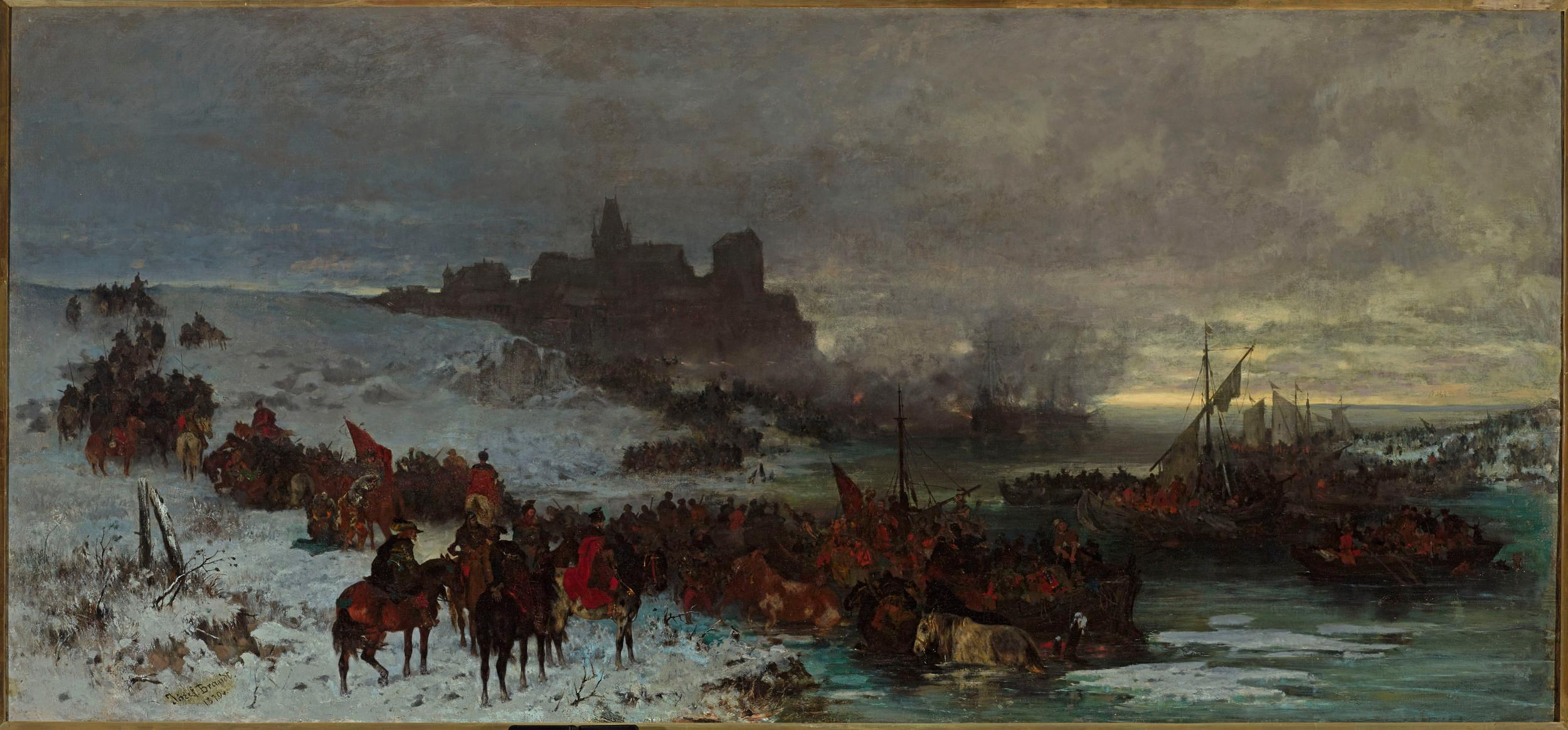
《쇠네르보르 전투 중 스테판 차르니에츠키》, 1870년, 바르샤바 국립미술관
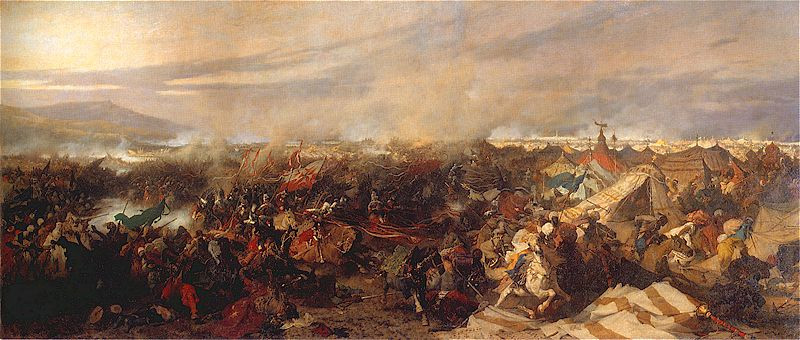
《빈 전투》, 1873년
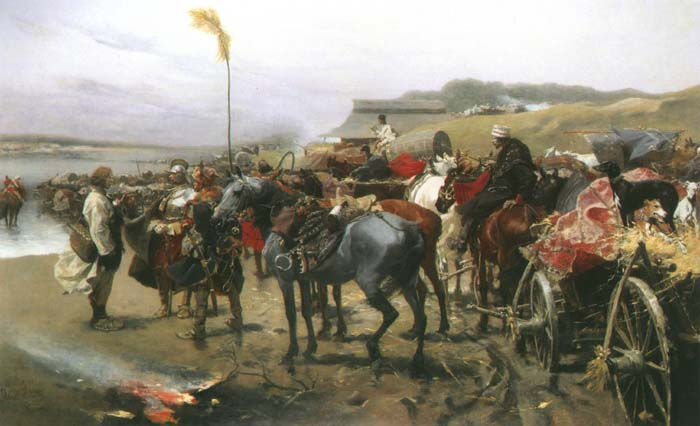
Militia at the Ford, 1880년
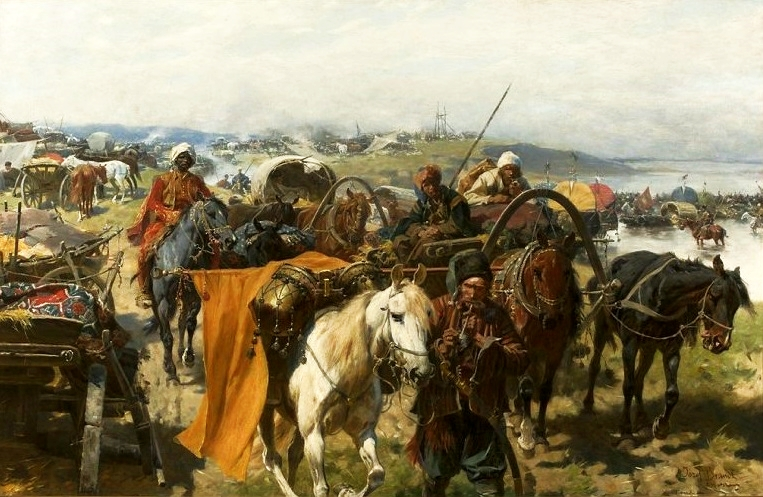
《자포로자 코자크의 캠프》, 1880년, 바르샤바 국립미술관
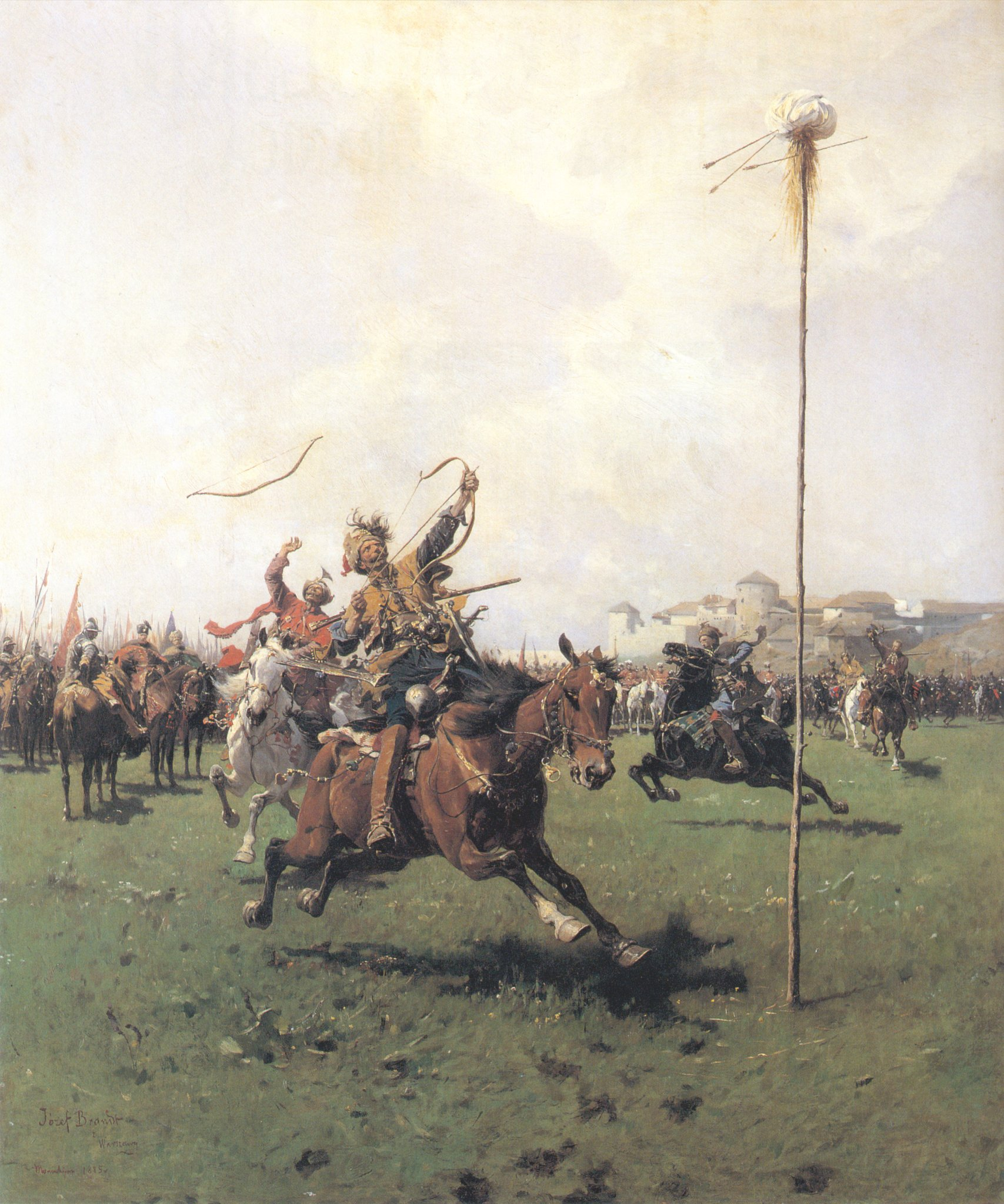
Lisowczycy, 1885년
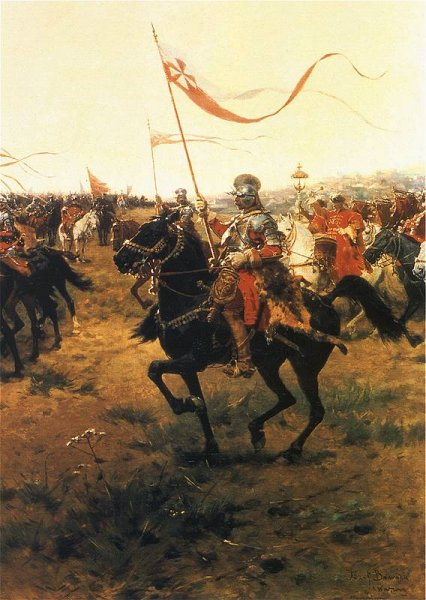
《폴란드 후사르》, 1890년
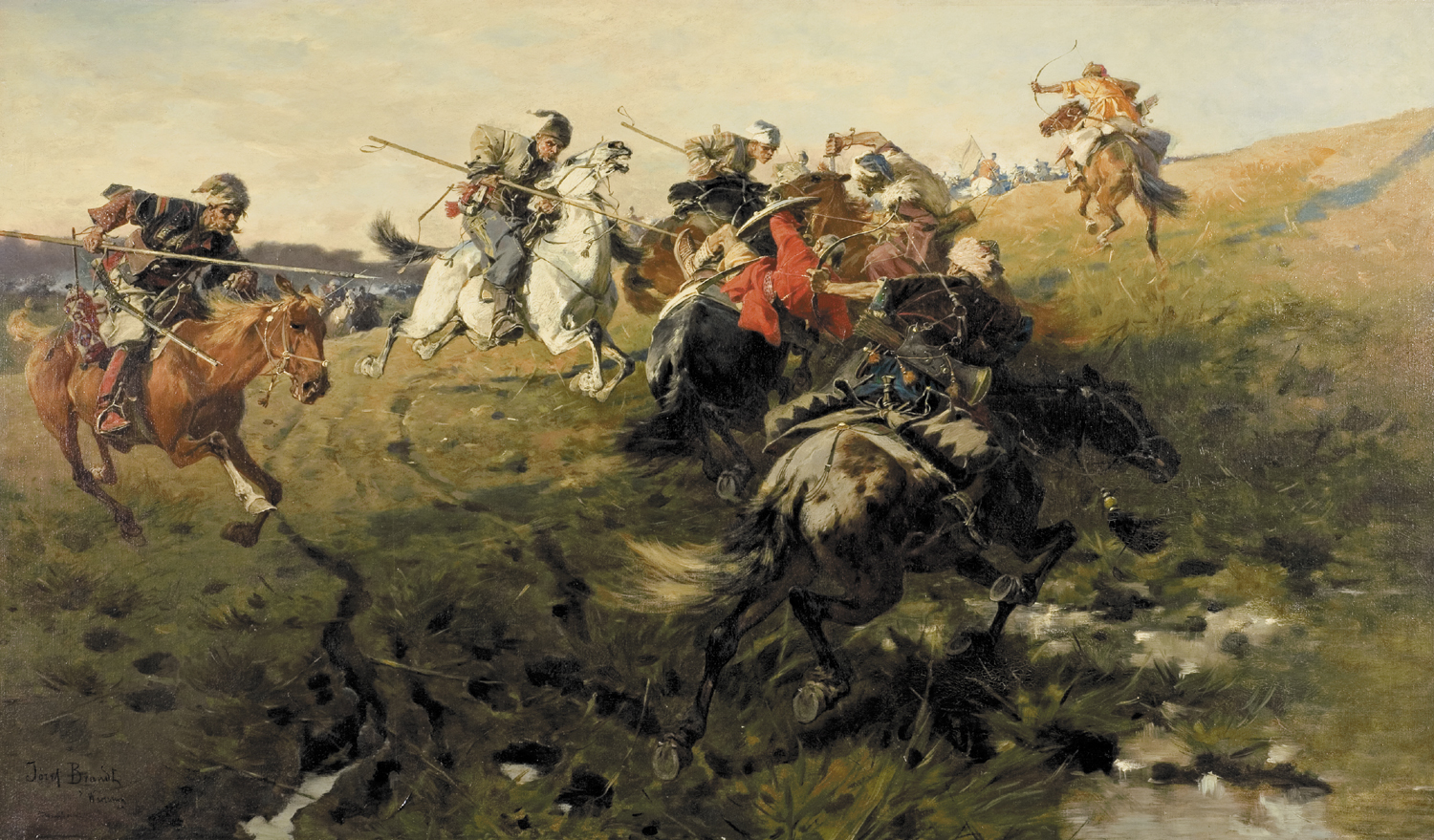
Skirmish Between Cossacks and Tatars, 1890년경
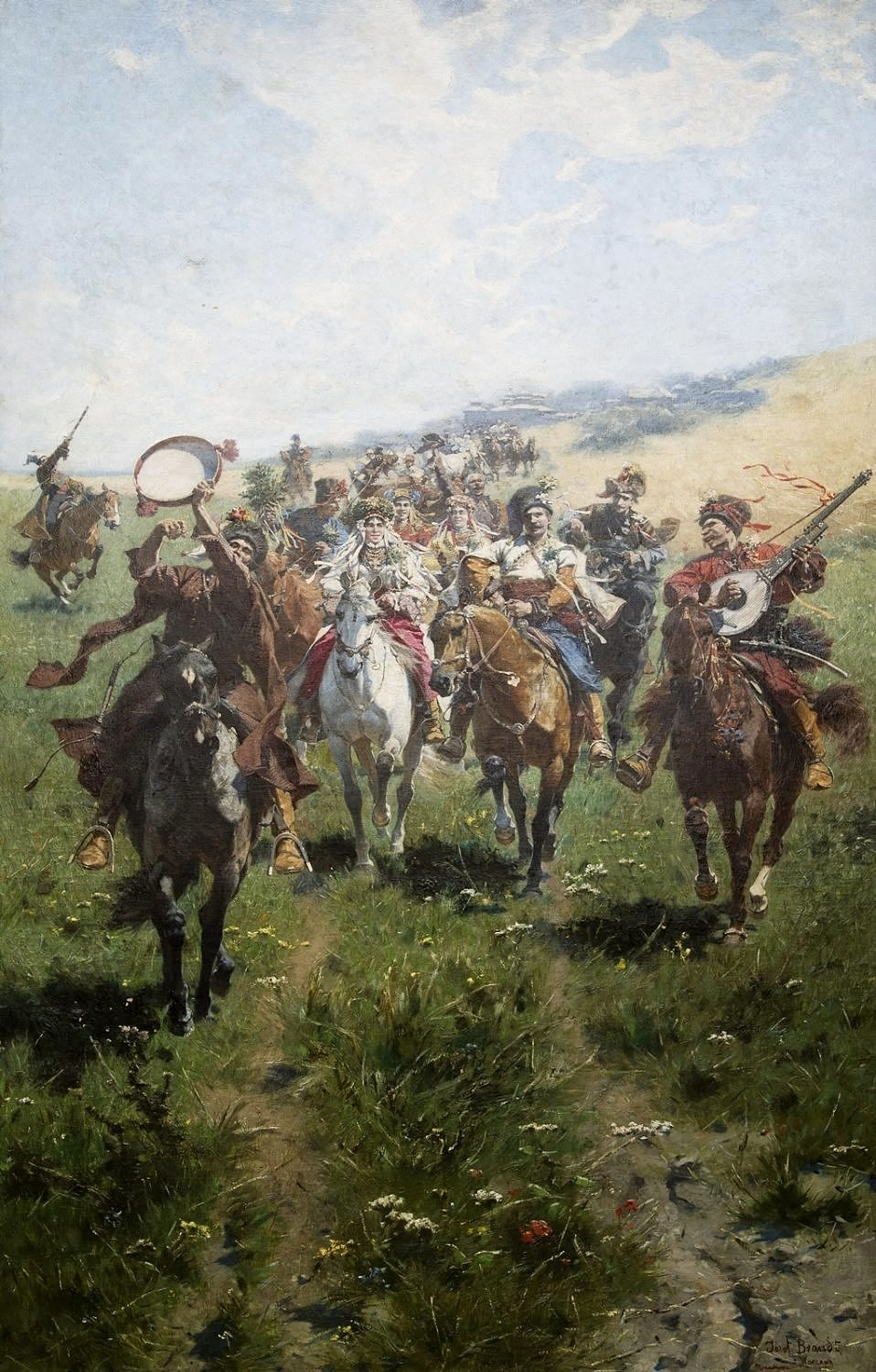
《카자크의 결혼식》, 1893년
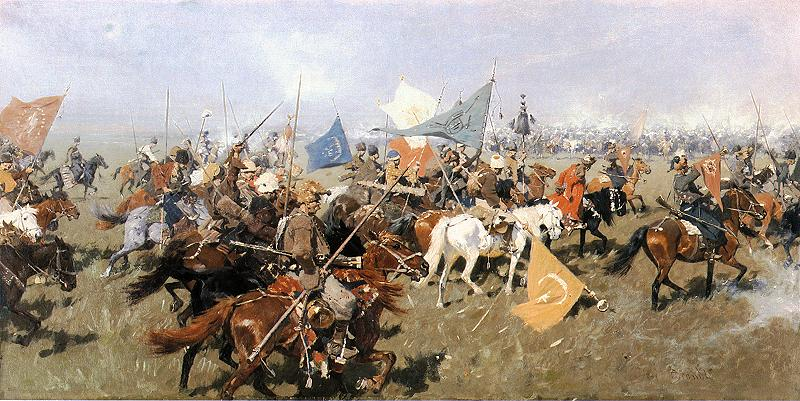
《카자크의 귀환》, 1894년
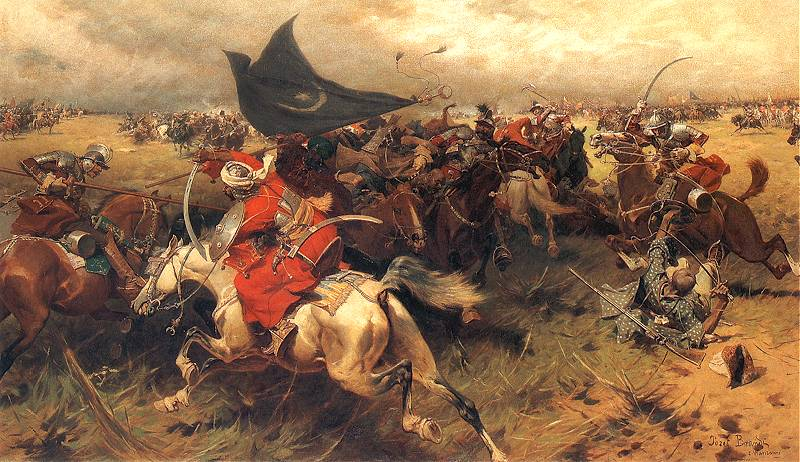
《터키 국기를 둘러싼 전투》, 1905년, 크라쿠프 국립미술관
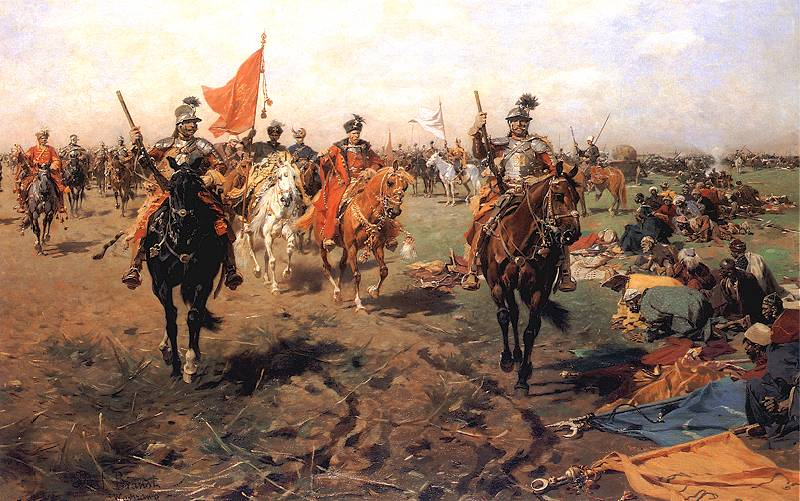
Inspection of the Trophy Banners, 1905년
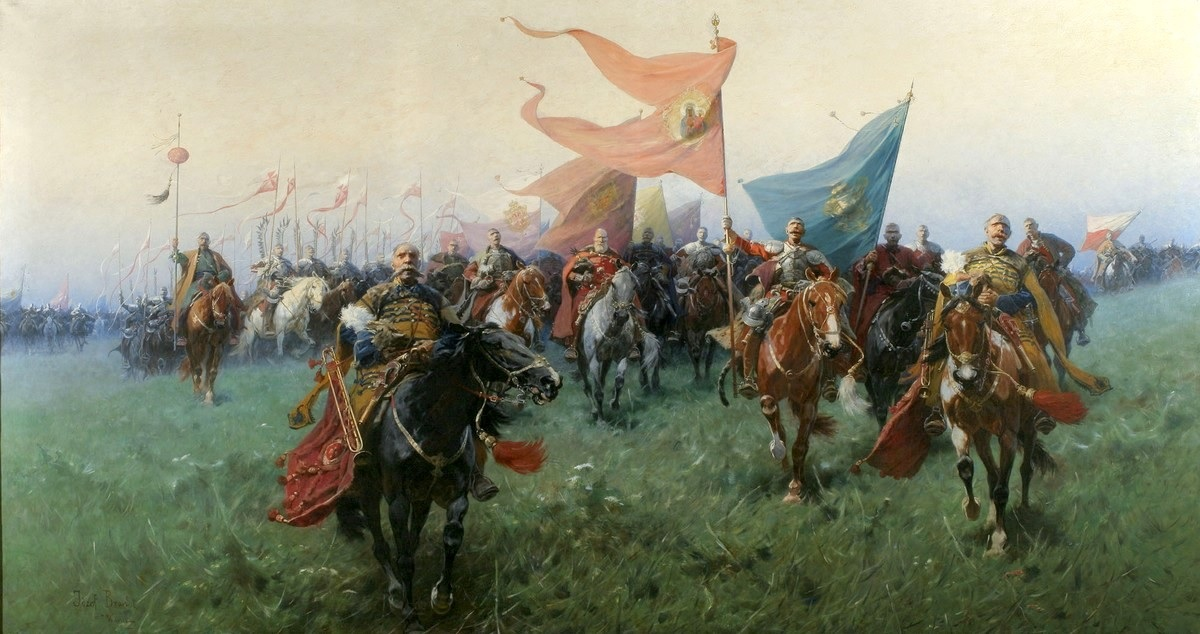
Bogurodzica, 1909년